# Mireille Prigent
Pour les articles homonymes, voir Prigent.
 (août 2025).
Motif : Sources secondaires ? Notoriété ?
- Archive Wikiwix
- Bing
- Cairn
- DuckDuckGo
- E. Universalis
- Gallica
- Google
- G. Books
- G. News
- G. Scholar
- Persée
- Qwant
- (zh) Baidu
- (ru) Yandex
- (wd) trouver des œuvres sur Wikidata

| 1. | Préciser le motif de la pose du bandeau. | Précisez le motif de la pose du bandeau en utilisant la syntaxe suivante : {{admissibilité à vérifier\|date=août 2025\|motif=remplacez ce texte par le motif}}                        |
| 2. | Informer les utilisateurs concernés.     | Pensez à avertir le créateur de l'article, par exemple, en insérant le code ci-dessous sur sa page de discussion : {{subst:avertissement admissibilité à vérifier\|Mireille Prigent}} |

Mireille Prigent, née le 18 octobre 1936 à Brest et décédée le 4 janvier 1997 à Plougasnou, est un écrivain français.
Elle est la fille de l'homme politique François Tanguy-Prigent (1909-1970).
Elle est mariée au philosophe François Chatelet (1925-1985).

## Ouvrages

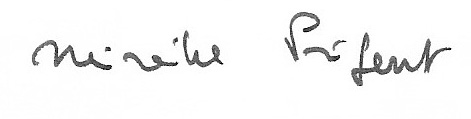
Signature.

- L'Équivalence, Paris, Casterman, Paris, 1963
- Devoir de vacances, Paris, Gallimard, 1968
- Entre parenthèses, Nouvelles Éditions Rupture, 1982
- Tanguy Prigent, éd. Club socialiste, 1982
- Le Sourire d'un roi, Paris, Arléa, 1986